# Нурудін Орелесі
Нурудін Орелесі (англ. Nurudeen Orelesi, нар. 19 лютого 1989, Лагос) — нігерійський футболіст, захисник албанської «Влазнії».

## Клубна кар'єра
Народився 19 лютого 1989 року в місті Лагос. Вихованець юнацької команди «Ферст Банк», з якої 2006 року перейшов до кантери іспанської «Саламанки», проте до основної команди пробитись не зумів.
2 жовтня 2007 року підписав контракт з словенською «Боніфікою», в якій провів два сезони. Протягом першого сезону футболіст виступав виключно за дублюючу команду, поки в липні 2008 року не був включений до основної команди. Проте і у сезоні 2008/09 Нурудін взяв участь лише у 3 матчах чемпіонату і 1 кубку. Через це влітку 2009 року футболіст повернувся на батьківщину, де став виступати за «Еко» (Лагос).
2010 року уклав контракт з албанським клубом «Динамо» (Тирана), у складі якого провів наступний сезон своєї кар'єри гравця. Більшість часу, проведеного у складі «Динамо», був основним гравцем захисту команди, зігравши в усіх 26 матчах чемпіонату, проте команда зайняла останнє 14 місце в чемпіонаті і вилетіла в нижчий дивізіон.
23 липня 2011 року підписав чотирирічний контракт з діючим чемпіоном країни «Скендербеу». Протягом трьох сезонів поспіль Орелесі разом зі своїм новим клубом ставав чемпіоном Албанії, а у 2013 і 2014 роках ставав ще й володарем Суперкубка Албанії. Всього встиг відіграти за команду з Корчі 66 матчів в національному чемпіонаті.
У серпні 2014 року перейшов до запорізького «Металурга» за 100 тис. євро, підписавши дворічний контракт, проте вже у грудні 2015 року покинув команду на правах вільного агента у зв'язку з процесом ліквідації клубу.
21 січня 2016 року стало відомо про повернення Орелесі до «Скендербеу».

## Виступи за збірні
2009 року залучався до складу молодіжної збірної Нігерії, разом з якою був учасником молодіжного чемпіонату світу в Єгипті, де зіграв в усіх чотирьох матчах збірної і забив один гол. Всього на молодіжному рівні зіграв у 5 офіційних матчах, забив 1 гол.

## Титули і досягнення
- Чемпіон Албанії (4):

«Скендербеу»: 2012, 2013, 2014, 2016
- Володар Суперкубка Албанії (2):

«Скендербеу»: 2013, 2014